# Ковале-Олецке (гмина)
Ковале-Олецке (пол. Kowale Oleckie) — сельская гмина (волость) в Польше, входит как административная единица в Олецкий повет, Варминьско-Мазурское воеводство. Население 5494 человека (на 2004 год).

## Демография
| Перепись                       | Всего   | Всего | Женщины | Женщины | Мужчины | Мужчины |
| ------------------------------ | ------- | ----- | ------- | ------- | ------- | ------- |
| Единицы                        | человек | %     | человек | %       | человек | %       |
| Население                      | 5494    | 100   | 2688    | 48,9    | 2806    | 51,1    |
| Плотность населения (чел./км²) | 21,83   | 21,83 | 10,68   | 10,68   | 11,15   | 11,15   |

## Сельские округа
1. Бяльске-Поля
2. Борковины
3. Хелхы
4. Циха-Вулька
5. Червоны-Двур
6. Чукты
7. Дорше
8. Дроздово
9. Голюбе-Венжевске
10. Голюбки
11. Горчице
12. Гузы
13. Яблоново
14. Килианы
15. Ковале-Олецке
16. Лякеле
17. Монеты
18. Рогувко
19. Сокулки
20. Стаче
21. Стожне
22. Шарейки
23. Шешки
24. Швалк
25. Венжево
26. Завады-Олецке
27. Данеле
28. Жыды

## Соседние гмины
1. Гмина Бане-Мазурске
2. Гмина Голдап
3. Гмина Филипув
4. Гмина Круклянки
5. Гмина Олецко
6. Гмина Свентайно